# Abdulaziz Al-Buloushi
Abdulaziz Mohammed Al-Buloushi (4 de dezembro de 1962) é um ex-futebolista profissional kuwaitiano, que atuava como atacante.

## Carreira
Abdulaziz Al-Buloushi fez parte do elenco da histórica Seleção Kuwaitiana de Futebol da Copa do Mundo de 1982. 